# Weender Straße
Die Weender Straße ist die wichtigste Einkaufsstraße in der Innenstadt von Göttingen. Sie verläuft in Nord-Süd-Richtung durch das Zentrum Göttingens und ist in weiten Teilen Fußgängerzone. Sie ist nach dem nördlich Göttingens gelegenen und heute eingemeindeten Ort Weende benannt. Die Weender Straße ist als Nordsüdachse die älteste planmäßig angelegte Straße der Altstadt und noch heute eine der Hauptstraßen.

## Lage
Die Weender Straße beginnt im Süden an der Ostseite des Marktes gegenüber dem Alten Rathaus an der Straßenecke Rote Straße mit der Hausnummer 18, an der Westseite erst nördlich des Eckhauses am Markt mit der Hausnummer 11. Sie verläuft geradeaus nach Norden bis an das ehemalige Weender Tor (heute Heinz-Erhardt-Platz), wo sie an der Walldurchquerung den Namen zur Weender Landstraße wechselt. Die Verlängerung der Weender Straße vom Markt aus nach Süden trägt den Namen Kornmarkt.

## Geschichte

### Benennungen
Erstmalige urkundliche Erwähnung fand die Straße im Jahr 1338 unter der Bezeichnung Wendensi Platea, 1560 dann erstmals mittelniederdeutsch unter dem Namen Weender Strate. Im 18. Jahrhundert hieß sie Weender-Gasse. Nach dem städtischen Beschluss vom 3. Juni 1864 sollte die Straße vom nördlichen Ende des Marktplatzes bis zum Walldurchgang am Weender Tor den Namen Weender Straße tragen. Die südlich angrenzenden Gebäude gegenüber dem Alten Rathaus trugen die Straßenbezeichnung Markt, der weitere Verlauf des Straßenzuges südlich des Marktplatzes hieß Kornmarkt. Diese Straßen wurden in der Zeit des Nationalsozialismus mit Beschluss vom 28. Januar 1938 in Straße der SA umbenannt. Nach Kriegsende erfolgte am 17. April 1945 die Rückbenennung in Weender Straße, wobei die Ostseite des Marktes und die ehemalige Straße Kornmarkt nun ebenfalls als Weender Straße bezeichnet wurden. Die erneute namentliche Abtrennung der Straße Kornmarkt – also des Abschnittes vom Südostende des Marktes bzw. der Einmündung der Roten Straße bis zur Groner Straße bzw. Langen Geismarstraße – erfolgte erst am 5. März 1976. Die zuvor geltenden Hausnummern blieben dabei erhalten, so dass die Nummerierung der Weender Straße heute auf der Westseite mit Nr. 11 nördlich des Marktes und auf der Ostseite mit Nr. 18 am südlichen Ende des Marktes beginnt. Das nördliche Ende der Weender Straße liegt nach wie vor innen am Walldurchgang, wo sich ehemals das äußere Weender Tor befand. So trägt das Auditorium der Universität bereits die Adresse Weender Landstraße 2.

### Geschichte
1754 wurde die Weender Straße erstmals mit einer Steinpflasterung („Fußbänken“) für Fußgänger ausgestattet.
Die Weender Straße war und ist oftmals Ort von öffentlichkeitswirksamen Aufmärschen, Demonstrationen, Festumzügen usw. Im 19. und Anfang des 20. Jahrhunderts fand hier regelmäßig der Weender Bummel statt. Der Straßendurchgangsverkehr in der Weender Straße wurde in der Zeit nach dem Zweiten Weltkrieg immer stärker, so dass an der Kreuzung zur Prinzenstraße und Theaterstraße 1953 die erste Göttinger Ampel errichtet werden musste.

### Beschreibung 1734
In einem 1734 gewissermaßen zu Werbezwecken für die neu zu begründende Göttinger Universität von Johann Daniel Gruber verfassten Stadtführer wird die Weender Straße als erste und wichtigste Straße beschrieben. Gruber erläutert – in barocker Umständlichkeit – den Weg von Norden nach Süden und beginnt mit der Durchquerung der seinerzeit noch erhaltenen Befestigungsanlagen:

Weender Straße um 1910 mit dem Weender Bummel

„Wenn wir nun (...) unsren Eintritt halten wollen; so kommen wir durch die äusserste Maure unter einen fein gebaueten Thurm, welcher wegen seines jetzigen Gebrauchs in dem daselbst die zum Vestungs-Bau verurtheilte Gefangene sitzen, das Stockhaus heißet; Nachdem wir 38. Schritt zwischen 2. hohen Mauren fortgegangen sind, kommen wir auch durch die innere höhere Maur, unter einem erhabenen ansehnlichen Thore, weg. Und hier befinden wir uns auf einer sehr ansehnlichen langen und breiten, von Norden nach Süden zulauffenden Gassen, welche (...) die Weender-Gasse genennet, und in die obere (Plateam Wendensem versus portam) und die untere (Plateam Wendensem versus forum) eingetheilet wird; wenn wir auf dieser fortgehen, und uns auf beyden Seiten nach den öffentlichen Gebäuden umsehen; so werden wir zuerst zur lincken Hand, auf ihrer Oestlichen Seite, die S. Jacobi Kirche mit ihrem vortrefflichen Thurm gewahr. Und wo sich am Marckte diese Gasse endiget, da nimt das Commendanten-Hauß die Ecke, zwischen dieser und der Ost-wärts lauffenden Barfüsser Gassen, ein. Gegen diesem über, auf der Westlichen Seite der Weender Gasse, steht der Schmiede-Gilden-Hauß, dessen unteres Stockwerck die Zoll-Bude genannt, und zum Auffenthalt der Bürger-Wache gebrauchet wird. (...) Die Wehnder Gasse führet uns auf den Marckt (...).“ Schließlich resümiert er: „So müssen wir bekennen, daß man in vielen Städten, so ansehnliche Gassen, als diese ist, nicht leicht antreffe; die gantze innere Stadt wird dadurch in 2. Theile getheilet.“

### Weender Tore
Die Weender Straße war ursprünglich durch eine doppelte Stadtbefestigung nach Norden abgeriegelt. Nach dem Siebenjährigen Krieg wurden die Türme des inneren Weender Tores 1767 und 1769 abgebrochen. Bald darauf folgte die Schleifung des äußeren Weender Tors mit seinen barocken Bastionsanlagen, die ein störendes Verkehrshindernis bildeten, da die Straße seitwärts hineinführte und durch ein langes Gewölbe hindurchging. Ziel der Entfestigungen war nicht nur eine „offene Stadt“ zu schaffen, die nicht mehr in kriegerische Auseinandersetzungen gezogen wird, sondern auch die gestalterische Absicht, einen „freien Durchzug der Luft und eine freiere Ausfahrt zu gewinnen“.
Statt der Festungsbauwerke markierte man den nördlichen Stadteingang 1780 durch zwei gekuppelte Sandsteinpfeiler mit nachts geschlossenen, hölzernen Torflügeln, wobei kleinere Seitendurchgänge dem Fußgängerverkehr dienten. Auf jedem Pfeiler saß ein steinerner Löwe mit dem Stadtwappen. Dieses spätbarocke Weender Tor wurde 1863 für den Neubau des Auditoriums beseitigt, wobei die Löwen auf die Pfeiler des auf der anderen Seite der Stadt liegenden Geismartors versetzt und dort 1945 in den letzten Tagen des Zweiten Weltkriegs zerstört wurden.

Nach dem Zweiten Weltkrieg begann eine grundlegende Veränderung des nördlichen Ausgangs der Weender Straße zu einer städtebaulich aufgeweiteten Platzfläche im Kreuzungsbereich zur Berliner Straße, Weender Landstraße und zum Nikolausberer Weg. Im Sprachgebrauch der Göttinger ist heute diese Kreuzung das Weender Tor. Der etwa 60 m langen Abschnitt zwischen den Wallaufgängen und der Kreuzung trägt in seiner Randbebebauung postalisch bereits die Adresse Weender Landstraße (Nr. 1: Grotefendgebäude, Nr. 2 Auditorium); der südwestliche Teil der Platzfläche wurde 2003 in Heinz-Erhardt-Platz umbenannt. Auf dem Platz- und Kreuzungsbereich stehen verloren drei Erinnerungsdenkmale: das Kriegerdenkmal der Universität Göttingen (1924), ein Berlinstein (1960) sowie die Heinz Erhardt Stele (2003).

Weender Tor – früher und heute
Ernst Honig: Fiktive Ansicht des Weender Tors im Spätmittelalter, Blick durch die Weender Straße nach Norden
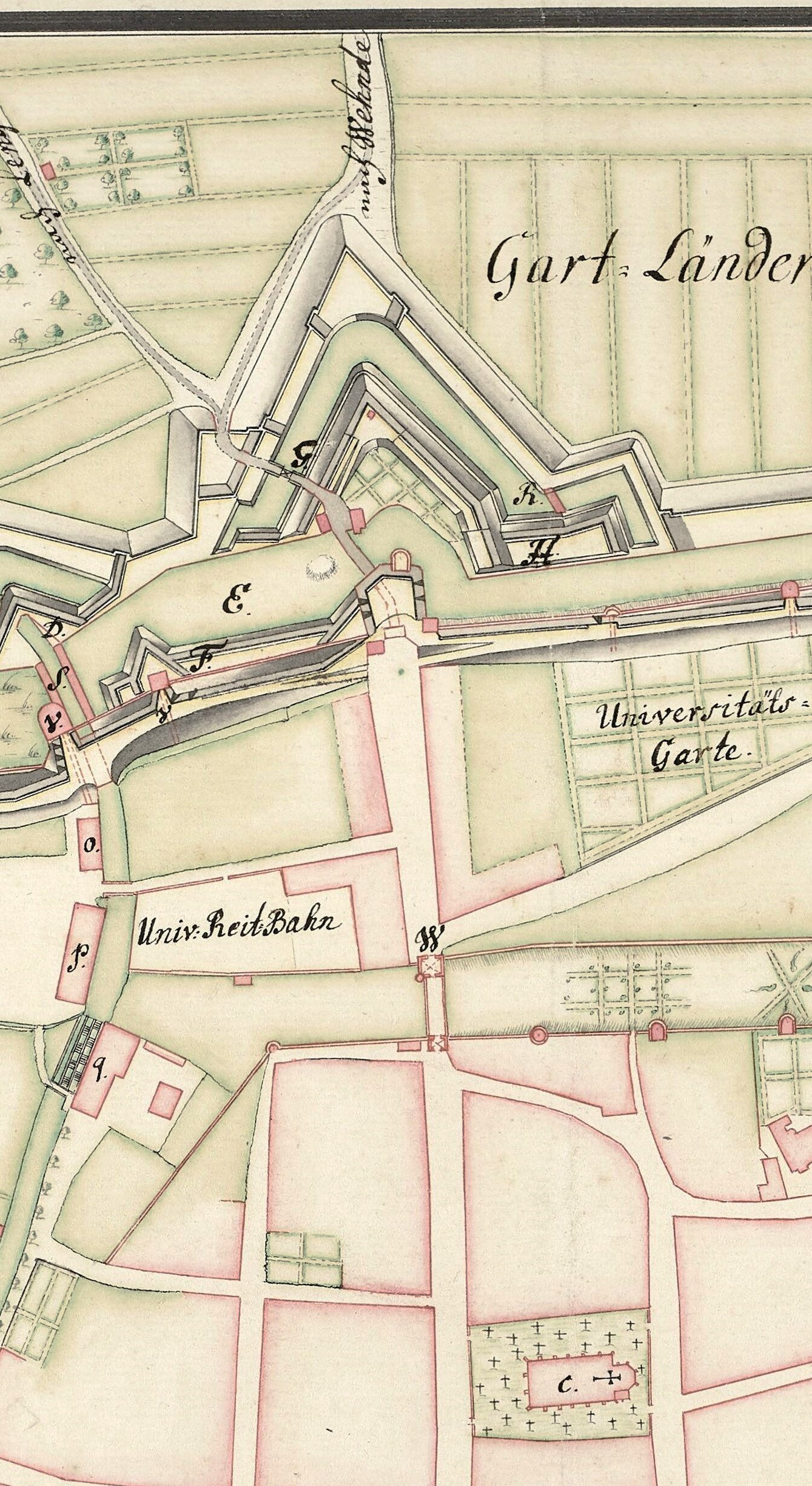
Nördliche Weender Straße mit innerem Weender Tor (W) und barocker Stadtbefestigung. Ausschnitt aus dem Göttingen-Stadtplan von J. A. Overheide, 1737.
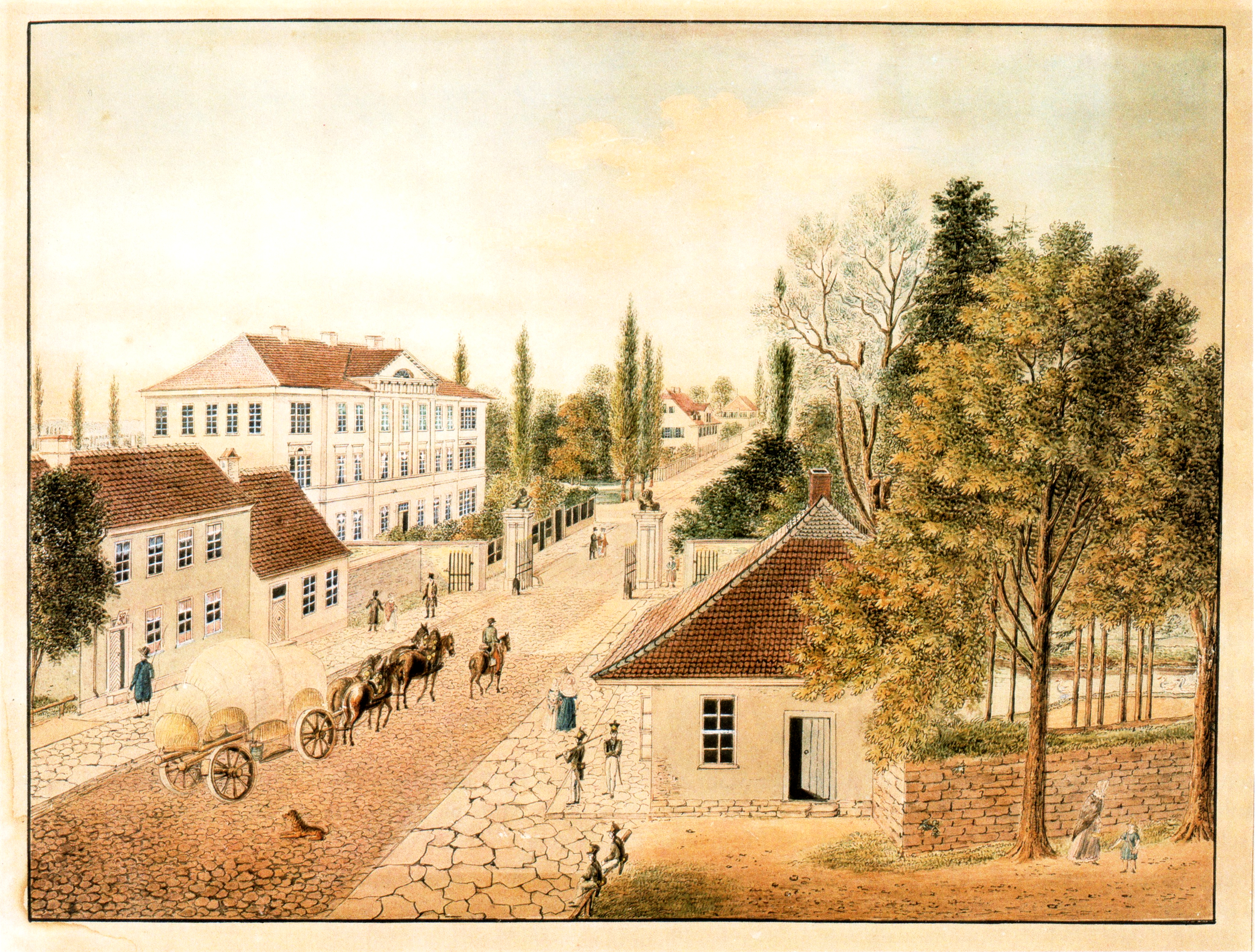
Blick von Süd-Südosten durch das Weender Tor hinaus in die Weender Landstraße. Aquarell von Friedrich Besemann, um 1838/40. Rechts vor dem Tor das Wachhaus, noch davor der Wallaufgang; hinter dem Tor links das Haus des Zimmermeisters Freise.
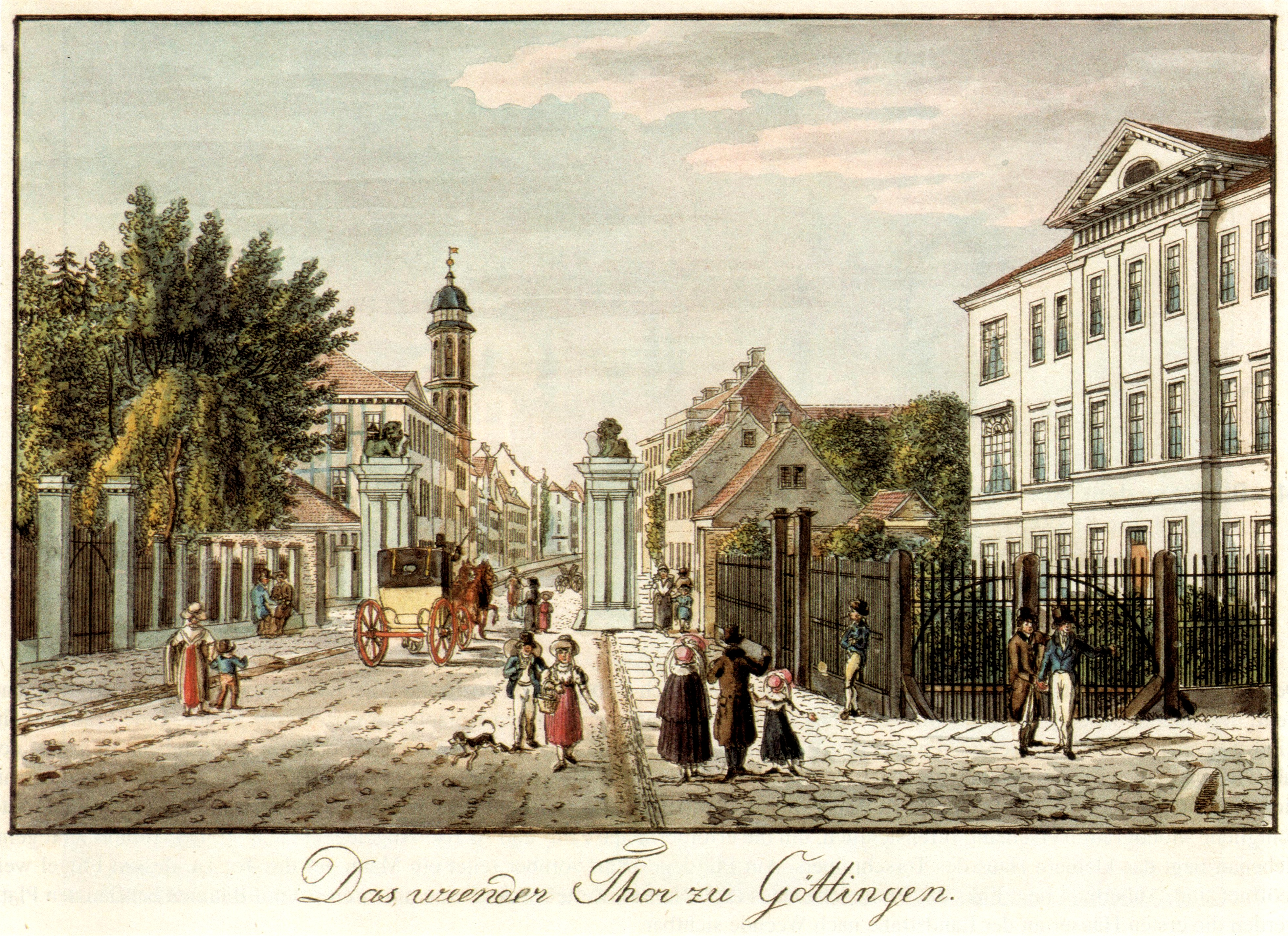
Blick von Norden auf das spätbarocke Weender Tor. Kolorierte Radierung von Friedrich Besemann, um 1835–40. Rechts vor dem Tor Haus des Zimmermeisters Freise, links Zaun des Botanischen Gartens, hinten in der Stadt Turm der Jacobikirche.
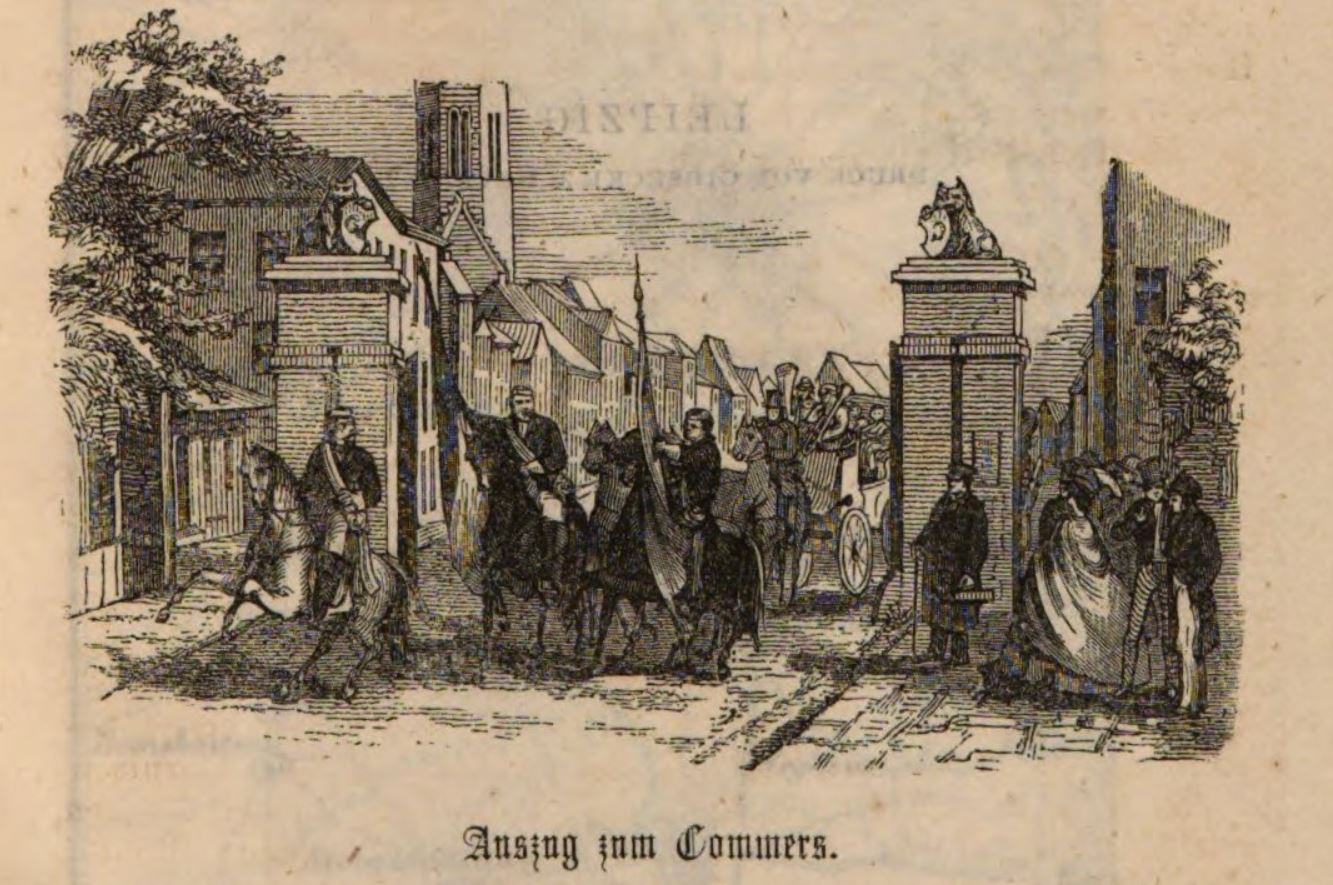
Blick durch das spätbarocke Weender Tor von Norden nach Süden in die Weender Straße. Holzschnitt von William Unger, 1861.
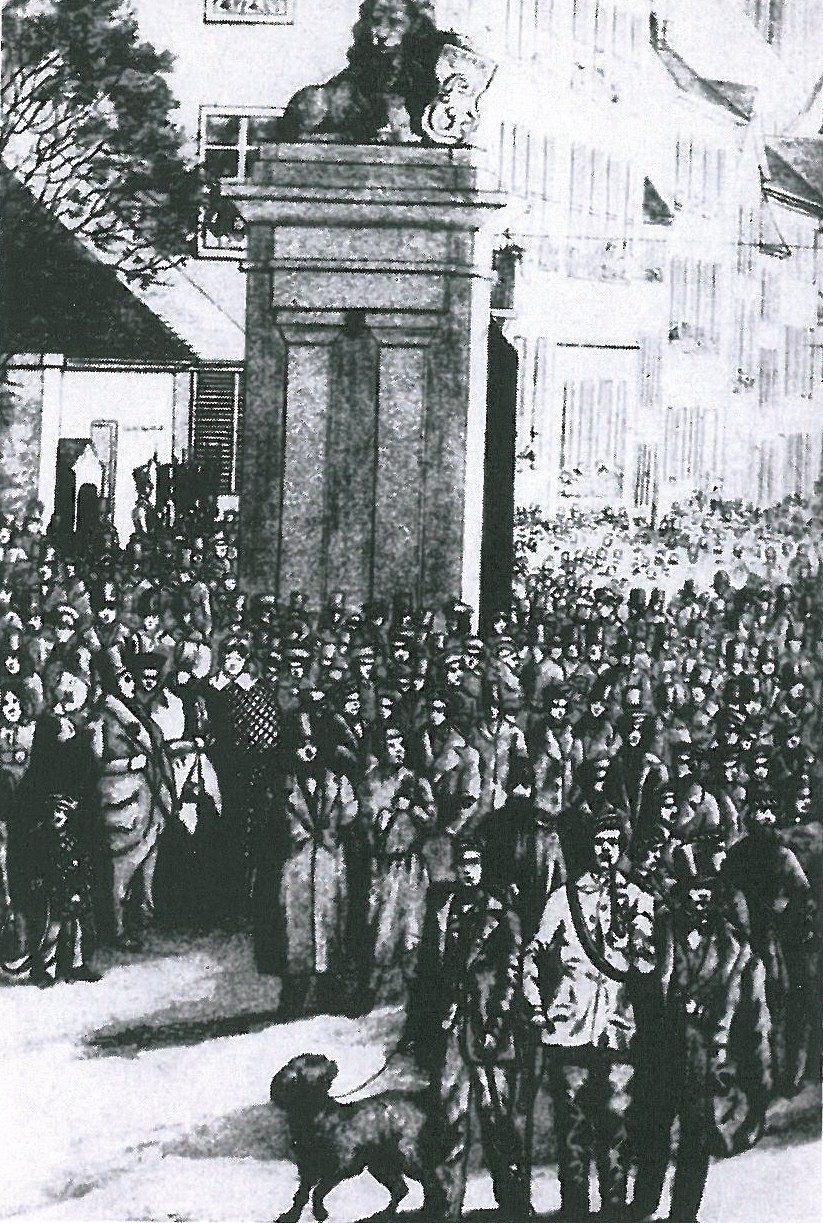
Auszug der Göttinger Studentschaft am 17. März 1848 nach Northeim. Szene am Weender Tor, im Hintergrund einer der Torpfeiler mit Wappenlöwe.
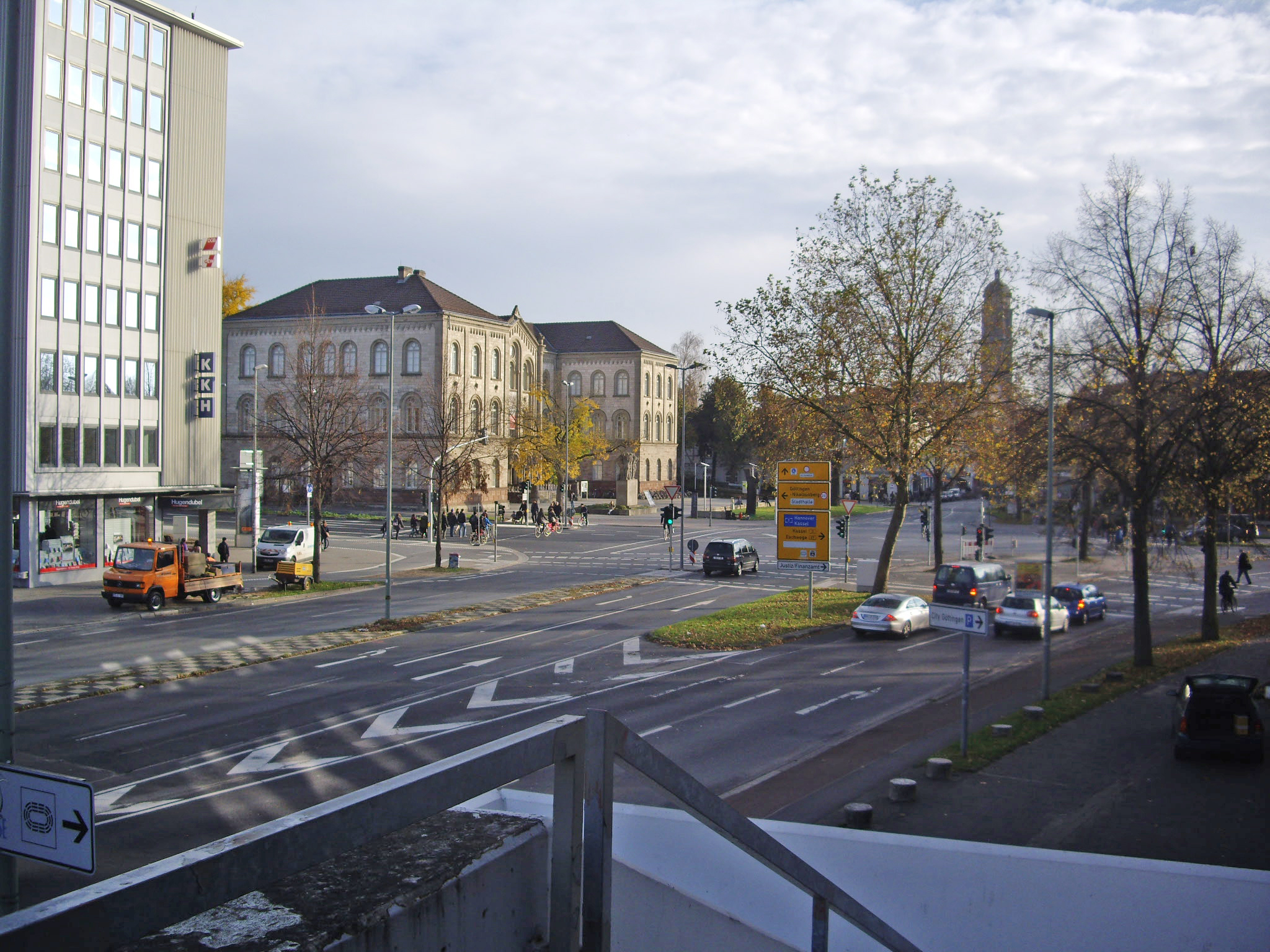
Blick von Nordwesten stadteinwärts auf die moderne Straßenkreuzung „Weender Tor“, links am Rand Opel-Hochhaus, im Mittelgrund Auditorium (2014).

## Fußgängerzone

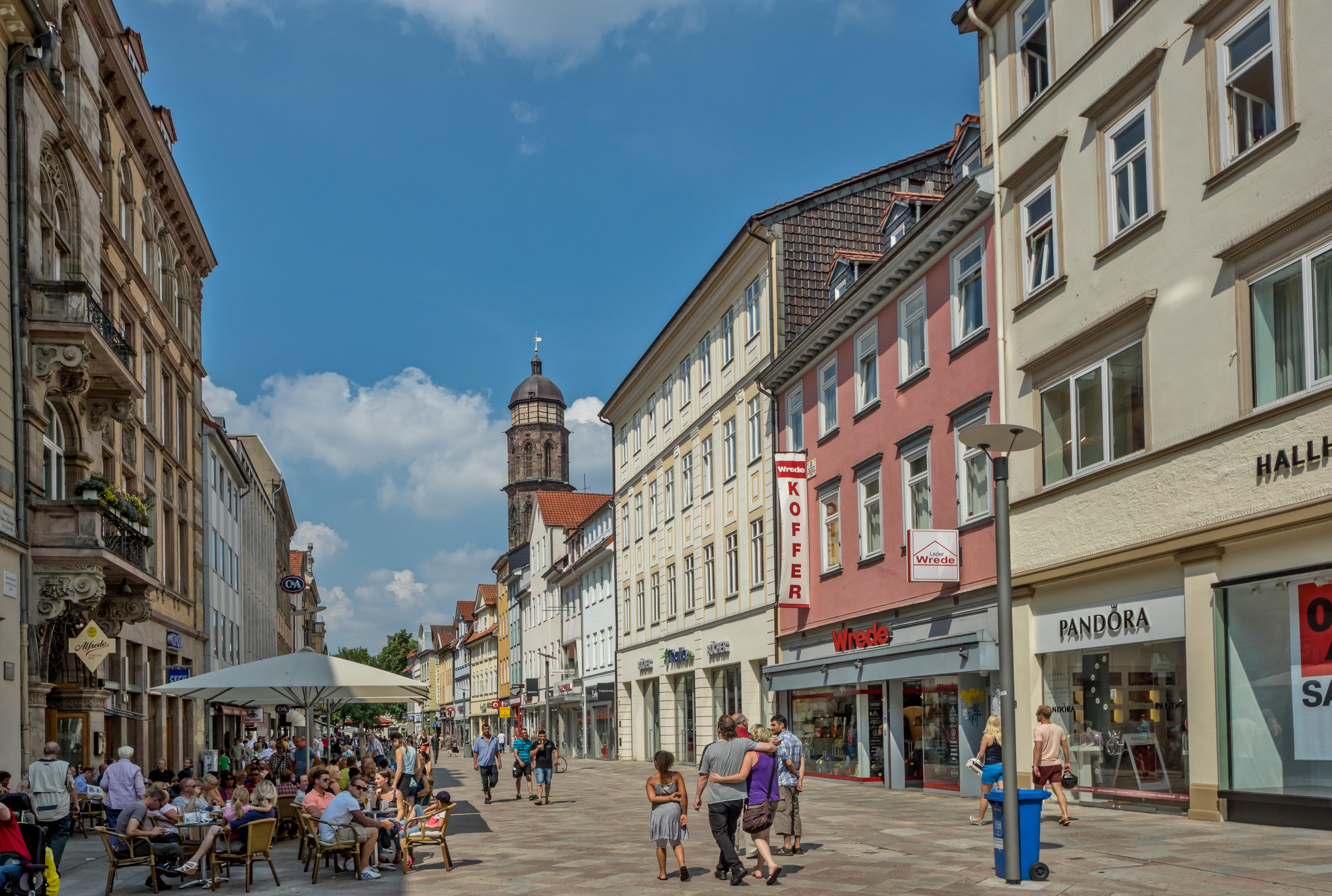
Blick nach Norden, im Hintergrund der Turm der Jacobikirche (2014)

1971 wurde die Weender Straße für den Durchgangsverkehr gesperrt und in zwei Bauabschnitten bis 1974 zur autofreien innerstädtischen Fußgängerzone umgebaut. Dabei wurde das Erscheinungsbild der Straße grundlegend erneuert: Mäandernde Pflastermuster aus Betonsteinen, Pflanzkästen, Bäume und weiße Kugellaternen sollten die Straße „unverwechselbar“ machen. Als eine gestalterische Zäsur der Weender Straße diente der 1974 in die Fußgängerzonengestaltung einbezogene Jacobikirchhof, dessen teppichartiges Pflastermuster seitdem über die Weender Straße hinweg reicht und die Fußgängerzone der Weender Straße in zwei Abschnitte teilt.
Als Mitte der 2000er Jahre die unterirdischen Schmutz- und Regenwasserkänale des späten 19. Jahrhunderts erneuert werden mussten, wurde die zeittypische 1970er-Jahregestaltung der Fußgängerzone überdacht und dazu 2008 ein Architektenwettbewerb für zentrale Bereiche der Innenstadt ausgelobt, den das Hamburger Landschaftsarchitekturbüro WES gewann. Im Bereich der Weender Straße erfolgte 2012–2014 die Umgestaltung zunächst des südlichen Abschnitts nach Norden bis an das alte Teppichmuster des Jacobikirchhofs mit einem neuen hellen Granit-Plattenbelag, neuen Laternen und neuer Stadtmöblierung zu einem „eleganten Laufsteg“. Eine wesentliche Änderung war die Gestaltung von breiten, bodenbündigen Rinnen und Borden, mit der ein Bezug zur historischen Dreierzonierung der ursprünglichen Aufteilung eines Straßenraumes in Trottoire und Fahrbereich hergestellt werden sollte. Die Fortsetzung der Neugestaltung im nördlichen Teil der Weender Straße steht seither aus.

## Sehenswürdigkeiten
An der Weender Straße liegen heute immer noch bedeutende Göttinger Gebäude, darunter die St.-Jacobi-Kirche, das Alte Rathaus (eigentlich Markt 9), die ehemalige „Ratsapotheke“ (Weender Straße 30, 2014 geschlossen) sowie einige Gildehäuser: das Haus der Bäckergilde am Kornmarkt (erbaut 1325), das der Kaufmannsgilde an der Roten Straße, Ecke Markt (erbaut 1545, abgerissen 1872) und der Schmiedegilde (erbaut 1572). Auch reiche Göttinger Bürger wohnten an der Weender Straße, so etwa der Tuchmacher Hovet im „Schröderschen Haus“ von 1549 (Weender Straße 62) und die Unternehmerfamilie Hahn (Weender Straße 70).
Nicht mehr erhalten ist der barocke Universitätsreitstall von 1734–1736, der einst der erste Neubau der noch jungen Universität Göttingen war. Er wurde 1968 trotz massiver Proteste abgebrochen, um später einem Kaufhausneubau (Weender Straße 65–69) Platz zu machen. Eine weitere ehemalige Sehenswürdigkeit war das Kommandantenhaus, an dessen Stelle sich heute der Nachfolgebau Weender Straße 32/34 (Ecke Barfüßerstraße) befindet.

## „Nabel“
Im Verlauf der Weender Straße gab und gibt es nur eine wirkliche Straßenkreuzung, von der aus heute nach Westen die Prinzenstraße und nach Osten die Theaterstraße abgehen, die man 1898 jeweils aus verschiedenen Straßen zusammenlegte. Die Bedeutung der Kreuzung und beider Ausfallstraßen aus der Innenstadt ist relativ jung: Nach Westen wurde die verlängerte „Alleestraße“ (heute Goethe-Allee) erst Mitte des 18. Jahrhunderts ausgebaut und gewann Mitte des 19. Jahrhunderts wegen des neuen Bahnhofs zusätzliche Verkehrsbedeutung. Nach Osten entstand eine Ausfallstraße erst beim Walldurchbruch in den 1880er Jahren.
Diese Straßenkreuzung dient heute als ein beliebter Treffpunkt in der Göttinger Fußgängerzone und wird „Nabel“ genannt, weil es angeblich der „Mittelpunkt der Stadt“ ist. Der Begriff „Nabel“ bezeichnete in Göttingen früher eigentlich den Block der Gildehäuser sowie Verkaufsstände des Marktes und wurde auf die nördlich davon liegende Straßenkreuzung übertragen.

Im Zuge der Umgestaltung zur Fußgängerzone entstand hier 1974 zunächst ein rundes Brunnenbecken und 1976 darin eine von Günther Ferdinand Ris erdachte „Wasser-Lichtsäule“, im Volksmund „Baumkuchen“ genannt. Die wiederholt zerstörte 5 m hohe Plexiglasskulptur wurde 1977 abgebaut. Stattdessen entstand 1982 anstelle des Brunnens ein runder Sockel mit Rundbank sowie darüber die vom Bremer Künstler Bernd Altenstein geschaffene und aus Bürgerspenden finanzierte Bronzeskulptur „Der Tanz“. Dargestellt sind ein Mann und eine Frau als Paar um sich selbst kreisend, die sich mit ausladenden Gesten gegenseitig Masken vom Gesicht nehmen. Währenddessen drängt sich ein Kind dazwischen und verändert den instabilen Balanceakt der Zweisamkeit. Altensteins Figurengruppe soll als „Chiffre für das menschliche Miteinander, genauer für Annäherung und Begegnung“ stehen. Sockel und Rundbank wurden im Zuge der Umgestaltung der Fußgängerzone 2013–2014 ebenfalls erneuert und umgestaltet.

„Nabel“ und „Der Tanz“
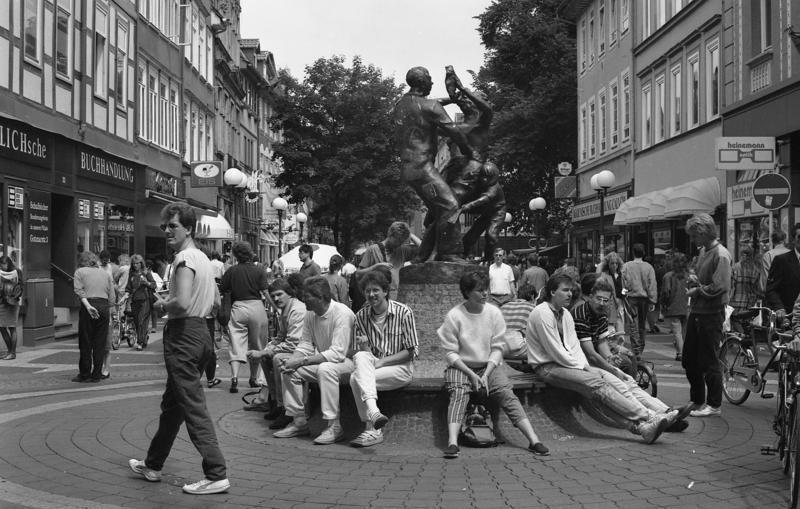
Treffpunkt am Nabel (1988)
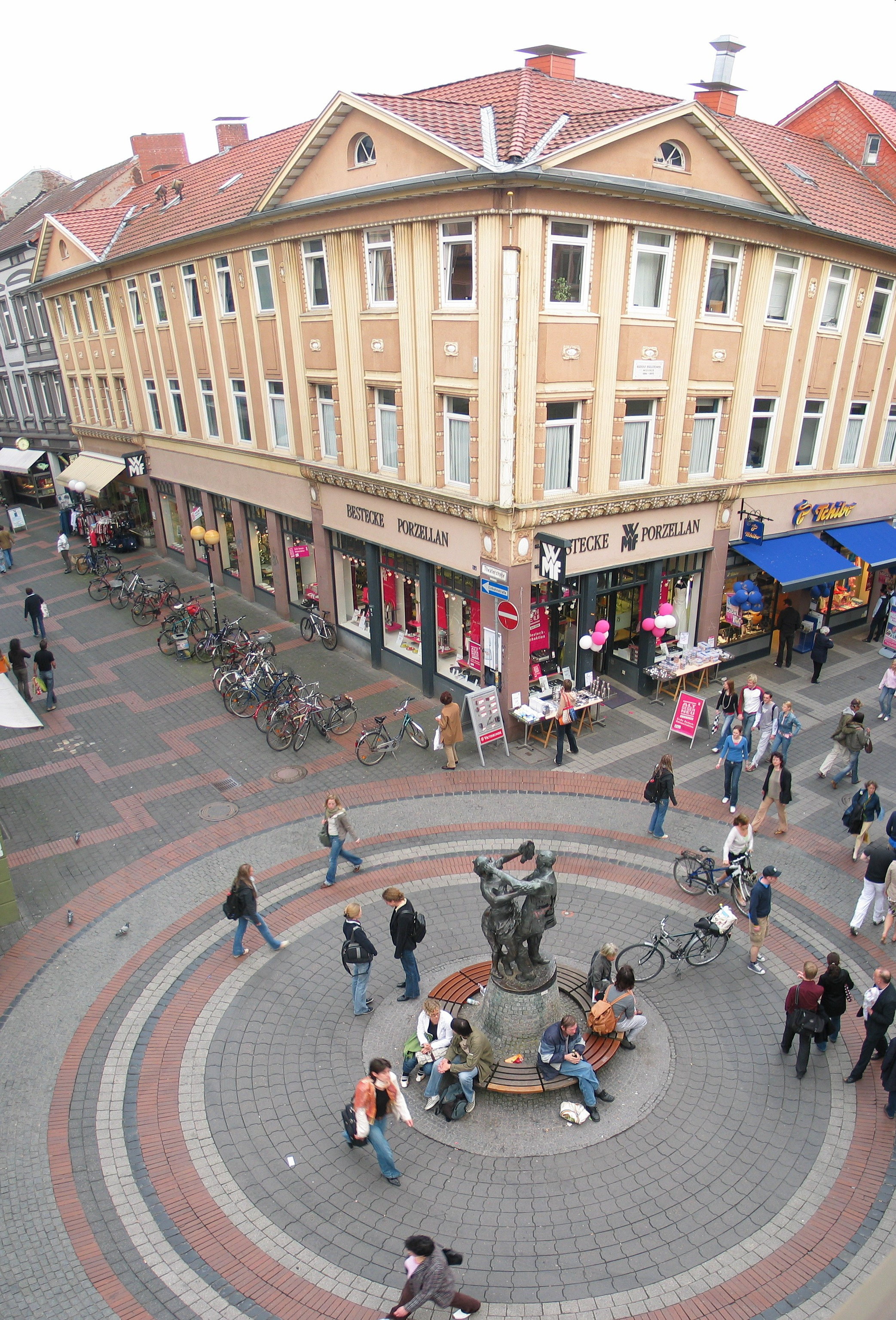
Gestaltung des Nabels mit Bodenpflaster der 1970er Jahre (2006)
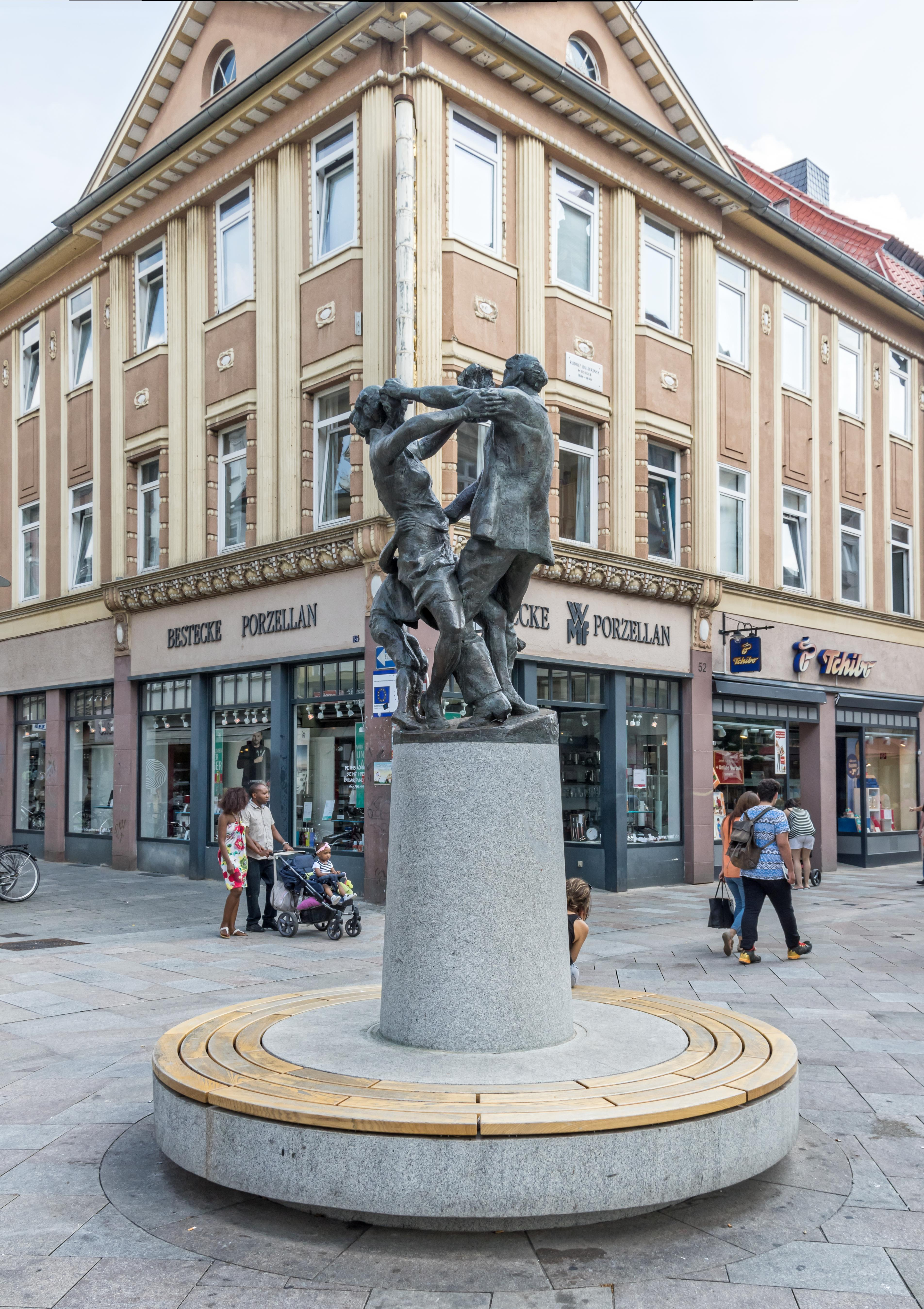
Neu gestalteter Nabel (2014)
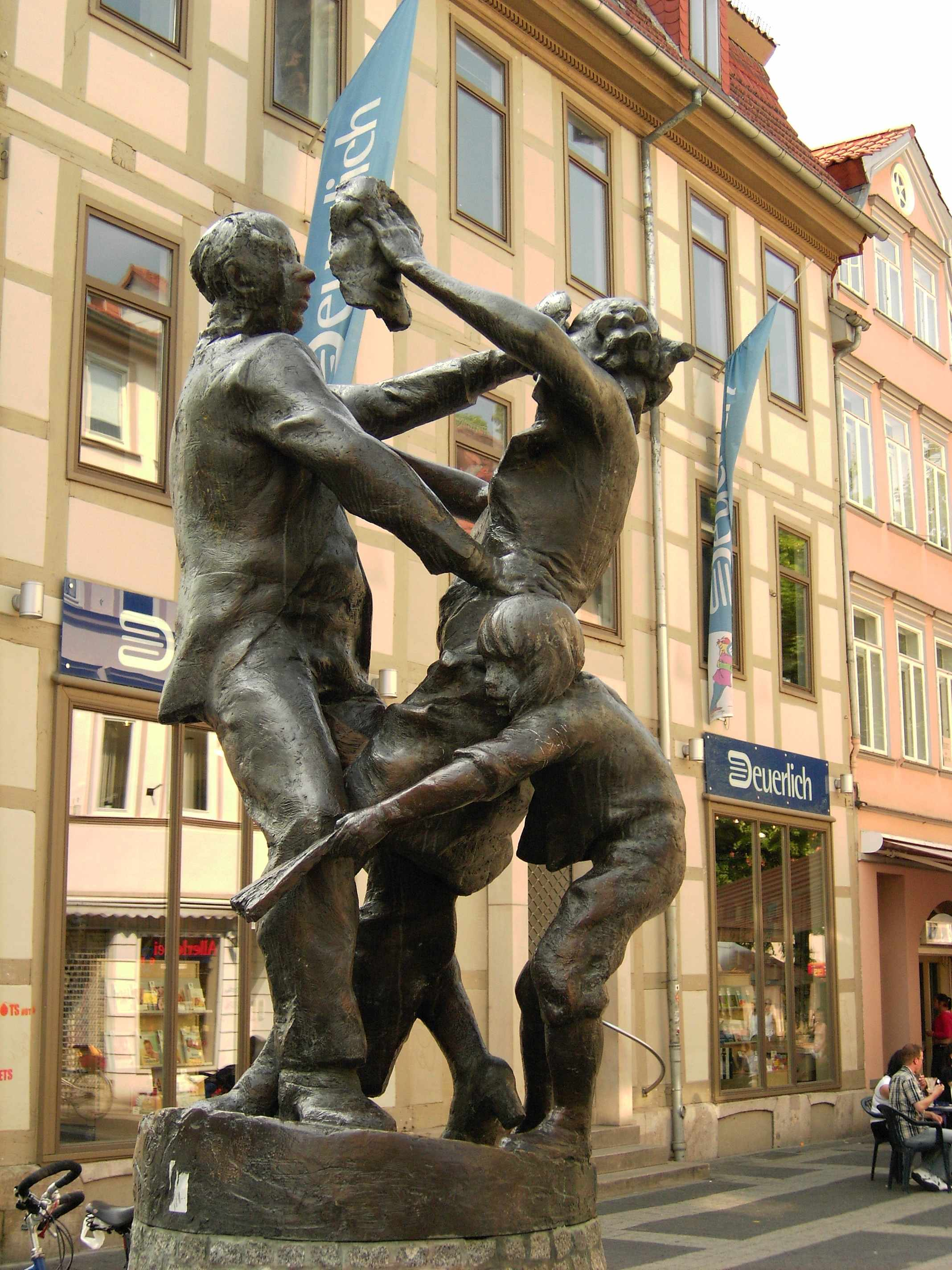
Skulptur „Der Tanz“ (2005)